# Wereldkampioenschap schaatsen allround vrouwen 1960
Het eenentwintigste Wereldkampioenschap schaatsen allround voor vrouwen werd op 30 en 31 januari 1960 verreden op de Fyrvalla ijsbaan van Östersund, Zweden.
Er deed een recordaantal van achtentwintig deelneemsters uit elf landen mee. Uit Zweden (3), Finland (4), Hongarije (1), Noorwegen (2), Polen (5), de Sovjet-Unie (5), Tsjechoslowakije (1), Australië (1), China (4), de Verenigde Staten (1) en voor het eerst Frankrijk (1). Zes rijdsters debuteerden deze editie.
Ook dit kampioenschap werd over de kleine vierkamp, respectievelijk de 500m, 1500m,1000m, en 3000m, verreden.
De titel ging naar Valentina Stenina voor haar landgenoten Tamara Rylova en Lidia Skoblikova (met val op de 1000m!). De Finse Eevi Huttunen reed dit jaar haar elfde WK toernooi.

## Afstandsmedailles
| Afstand | Goud ·            | Zilver ·          | Brons ·           |
| ------- | ----------------- | ----------------- | ----------------- |
| 500m    | Lidia Skoblikova  | Tamara Rylova     | Valentina Stenina |
| 1500m   | Valentina Stenina | Lidia Skoblikova  | Tamara Rylova     |
| 1000m   | Klara Goeseva     | Helena Pilejczyk  | Tamara Rylova     |
| 3000m   | Lidia Skoblikova  | Valentina Stenina | Eevi Huttunen     |

## Klassement
| Rang   | Schaatsster                          | Land              | Punten  | 500m          | 1500m       | 1000m         | 3000m       |
| ------ | ------------------------------------ | ----------------- | ------- | ------------- | ----------- | ------------- | ----------- |
| Goud   | Valentina Stenina                    | Sovjet-Unie       | 208,833 | 50,1 (3)      | 2.37,6 (1)  | 1.41,8 (4)    | 5.31,8 (2)  |
| Zilver | Tamara Rylova                        | Sovjet-Unie       | 209,633 | 49,7 (2)      | 2.38,4 (3)  | 1.41,2 (3)    | 5.39,2 (6)  |
| Brons  | Lidia Skoblikova                     | Sovjet-Unie       | 210,600 | 49,5 (1)      | 2.37,7 (2)  | 1.49,1 * (22) | 5.23,9 (1)  |
| 4      | Natalja Dontsjenko                   | Sovjet-Unie       | 212,083 | 50,4 (4)      | 2.43,2 (7)  | 1.42,4 (5)    | 5.36,5 (4)  |
| 5      | Helena Pilejczyk                     | Polen             | 212,784 | 52,3 (11)     | 2.41,6 (5)  | 1.40,7 (2)    | 5.37,6 (5)  |
| 6      | Eevi Huttunen                        | Finland           | 213,517 | 51,9 (6)      | 2.43,4 (8)  | 1.42,7 (7)    | 5.34,8 (3)  |
| 7      | Iris Sihvonen                        | Finland           | 214,750 | 51,4 (5)      | 2.42,9 (6)  | 1.42,9 (8)    | 5.45,6 (9)  |
| 8      | Sun Hongxia                          | China             | 214,784 | 52,2 (9)      | 2.43,7 (9)  | 1.42,4 (5)    | 5.40,9 (7)  |
| 9      | Christina Scherling                  | Zweden            | 217,267 | 52,0 (8)      | 2.44,7 (11) | 1.45,6 (15)   | 5.45,4 (8)  |
| 10     | Kaija Mustonen                       | Finland           | 217,467 | 52,2 (9)      | 2.45,9 (12) | 1.44,6 (12)   | 5.46,0 (10) |
| 11     | Elwira Seroczynska                   | Polen             | 218,017 | 53,0 (17)     | 2.43,7 (9)  | 1.43,6 (10)   | 5.51,9 (13) |
| 12     | Anna Skrzetuska                      | Polen             | 218,217 | 52,6 (14)     | 2.46,2 (13) | 1.44,5 (11)   | 5.47,8 (11) |
| 13     | Elsa Einarsson                       | Zweden            | 218,800 | 51,9 (6)      | 2.46,4 (14) | 1.44,6 (12)   | 5.54,8 (14) |
| 14     | Pirkko Tanskanen                     | Finland           | 221,000 | 52,5 (13)     | 2.47,0 (15) | 1.44,6 (12)   | 6.03,2 (16) |
| 15     | Klara Goeseva                        | Sovjet-Unie       | 221,716 | 59,8 * (27)   | 2.41,2 (4)  | 1.40,2 (1)    | 5.48,5 (12) |
| 16     | Liu Fengrong                         | China             | 222,417 | 52,3 (11)     | 2.47,6 (11) | 1.48,1 (21)   | 6.01,2 (15) |
| NC17   | Bozena Kalbarczyk                    | Polen             | 162,883 | 53,5 (20)     | 2.49,3 (18) | 1.45,9 (16)   | -           |
| NC18   | Jeannette Neil                       | Australië         | 163,667 | 53,2 (19)     | 2.51,8 (21) | 1.46,4 (17)   | -           |
| NC19   | Yang Yunxiang                        | China             | 163,950 | 53,5 (20)     | 2.50,7 (19) | 1.47,5 (19)   | -           |
| NC20   | Jean Omelenchuk                      | Verenigde Staten  | 164,467 | 52,8 (16)     | 2.54,8 (23) | 1.46,8 (18)   | -           |
| NC21   | Renata Schmidt-Baudouin de Courtenay | Polen             | 164,850 | 53,7 (23)     | 2.51,9 (22) | 1.47,7 (20)   | -           |
| NC22   | Inger Sandin                         | Zweden            | 165,133 | 52,7 (15)     | 2.51,4 (20) | 1.50,6 (25)   | -           |
| NC23   | Françoise Lucas                      | Frankrijk         | 167,017 | 53,0 (17)     | 2.55,7 (25) | 1.50,9 (27)   | -           |
| NC24   | Jarmila St'astná-Königová            | Tsjecho-Slowakije | 167,133 | 53,6 (22)     | 2.56,2 (26) | 1.49,6 (23)   | -           |
| NC25   | Ilona Róka                           | Hongarije         | 169,467 | 55,9 (26)     | 2.54,8 (23) | 1.50,6 (25)   | -           |
| NC26   | Else Fjære                           | Noorwegen         | 169,700 | 54,1 (24)     | 3.01,8 (28) | 1.50,0 (24)   | -           |
| NC27   | Randi Nilsen                         | Noorwegen         | 172,133 | 55,7 (25)     | 2.59,2 (27) | 1.53,4 (28)   | -           |
| NC28   | Jin Meiyu                            | China             | 172,783 | 1.05,1 * (28) | 2.47,8 (17) | 1.43,5 (9)    | -           |

* = met val
NC = niet gekwalificeerd
NF = niet gefinisht
NS = niet gestart
DQ = gediskwalificeerd
Vet gezet = kampioenschapsrecord